# Fenaïa Ilmaten
Fenaïa Ilmaten là một đô thị thuộc tỉnh Béjaïa, Algérie. Dân số thời điểm năm 2002 là 11.995 người.